# Alessandria Unione Sportiva 1943-1944
Questa pagina raccoglie le informazioni riguardanti l'Alessandria Unione Sportiva nelle competizioni ufficiali della stagione 1943-1944.

## Stagione
La squadra, fortemente penalizzata dalla carenza di calciatori e dai bombardamenti sulla città, prese parte al Campionato Alta Italia nel girone ligure-piemontese.

## Organigramma societario
Area direttiva
- Commissario straordinario: Pietro Mignone
- Consigliere: Giuseppe Benzi

Area organizzativa
- Segretario: V. Rangone

Area tecnica
- Allenatore: Adolfo Baloncieri

Area sanitaria
- Massaggiatore: Giovanni Bo

## Rosa
| N. |                   | Ruolo | Calciatore        |
| -- | ----------------- | ----- | ----------------- |
|    | Italia (bandiera) | P     | Carlo Amelotti    |
|    | Italia (bandiera) | P     | Lino Fregosi      |
|    | Italia (bandiera) | P     | Luigi Tarquini    |
|    | Italia (bandiera) | D     | Virgilio Maroso   |
|    | Italia (bandiera) | D     | Marco Piacentini  |
|    | Italia (bandiera) | D     | Piero Pietrasanta |
|    | Italia (bandiera) | D     | Erminio Rosso     |
|    | Italia (bandiera) | D     | Luigi Vitto       |
|    | Italia (bandiera) | C     | Giovanni Bigando  |
|    | Italia (bandiera) | C     | Mario Foglia      |

| N. |                   | Ruolo | Calciatore        |
| -- | ----------------- | ----- | ----------------- |
|    | Italia (bandiera) | C     | Giovanni Martina  |
|    | Italia (bandiera) | C     | Libero Novara     |
|    | Italia (bandiera) | C     | Teresio Piana     |
|    | Italia (bandiera) | C     | Giuseppe Polo     |
|    | Italia (bandiera) | A     | Adolfo Baloncieri |
|    | Italia (bandiera) | A     | Carlo Garbarino   |
|    | Italia (bandiera) | A     | Francesco Rossi   |
|    | Italia (bandiera) | A     | Carlo Stradella   |
|    | Italia (bandiera) | A     | Pietro Varona     |
|    | Italia (bandiera) | A     | Francesco Lacelli |

## Risultati

### Campionato Alta Italia

#### Girone d'andata
| Arbitro: | Silvano (Torino) |

|                      |           |                                    |
| Foglia 35’ Rossi 55’ | Marcatori | 51’ Varglien II 70’ Sentimenti III |

| Arbitro: | Scotto (Savona) |

|                            |           |  |
| Verrina 56’, 84’ Genta 77’ | Marcatori |  |

| Arbitro: | Rosso (Torino) |

|                |           |  |
| Piacentini 23’ | Marcatori |  |

| Arbitro: | Franzi (Vercelli) |

|                                                          |           |                    |
| Costanzo 17’ Benedetti 34’ Alberico 65’, 90’ Bergamo 77’ | Marcatori | 25’ (aut.) Bergamo |

| Arbitro: | Zavattaro (Casale Monferrato) |

|  |           |                     |
|  | Marcatori | 30’ (aut.) Giuliani |

| Arbitro: | Sorbi (Genova) |

|  |           |                                       |
|  | Marcatori | 25’ Piola 36’, 83’ Ossola 85’ Gabetto |

| Arbitro: | Monti |

|                                                               |           |               |
| Bonistalli 37’ D'Alconzo 47’ Rosso 61’ (aut.) Ventimiglia 85’ | Marcatori | 90’ Stradella |

| Arbitro: | Zavattaro (Casale Monferrato) |

|               |           |                |
| Stradella 43’ | Marcatori | 10’ Pellegrino |

| Arbitro: | Milanone (Biella) |

|                            |           |             |
| Carapellese 53’ Barera 82’ | Marcatori | 30’ Martina |

#### Girone di ritorno
| Arbitro: | Spaudo (Biella) |

|                                                         |           |  |
| Sentimenti III 31’, 62’ Santacroce 77’ Spadavecchia 88’ | Marcatori |  |

| Arbitro: | Milanone (Biella) |

|               |           |                            |
| Stradella 70’ | Marcatori | 10’ Pavese 24’, 37’ Raccis |

| Arbitro: | Zavattaro (Casale Monferrato) |

|  |           |                      |
|  | Marcatori | 17’ Gè 69’ Ghiglione |

| Arbitro: | Canavesio (Torino) |

|                           |           |               |
| Pasotti 16’, 84’ Muci 30’ | Marcatori | 54’ Garbarino |

| Arbitro: | Canavesio (Torino) |

|  |           |                                                  |
|  | Marcatori | 14’, 51’ Costanzo 36’ Castigliano 85’ Malinverni |

| Arbitro: | Viarengo (Asti) |

|                                                                          |           |  |
| Mazzola 1’, 44’, 83’ Ferraris 4’ Piola 11’ Foglia 54’ (aut.) Gabetto 89’ | Marcatori |  |

| Arbitro: | Trentin |

|                                  |           |                                 |
| Pellegrino 32’, 55’ Soffrido 58’ | Marcatori | 22’ Piacentini 65’ (rig.) Piana |

| Arbitro: | Franzi (Vercelli) |

|           |           |  |
| Rossi 21’ | Marcatori |  |

| Alessandria 21 maggio 1944 | Alessandria          | 0 – 0 | Liguria | Campo del Littorio\| Arbitro: \| Dellarole (Vercelli) \| |
| Arbitro:                   | Dellarole (Vercelli) |       |         |                                                          |

## Statistiche

### Statistiche di squadra
| Competizione           | Punti | In casa | In casa | In casa | In casa | In casa | In casa | In trasferta | In trasferta | In trasferta | In trasferta | In trasferta | In trasferta | Totale | Totale | Totale | Totale | Totale | Totale | DR  |
| Competizione           | Punti | G       | V       | N       | P       | Gf      | Gs      | G            | V            | N            | P            | Gf           | Gs           | G      | V      | N      | P      | Gf     | Gs     | DR  |
| ---------------------- | ----- | ------- | ------- | ------- | ------- | ------- | ------- | ------------ | ------------ | ------------ | ------------ | ------------ | ------------ | ------ | ------ | ------ | ------ | ------ | ------ | --- |
| Campionato Alta Italia | 10    | 9       | 3       | 2       | 4       | 7       | 15      | 9            | 1            | 0            | 8            | 6            | 31           | 18     | 4      | 2      | 12     | 13     | 46     | -33 |

### Statistiche dei giocatori
| Giocatore      | Campionato Alta Italia | Campionato Alta Italia | Campionato Alta Italia | Campionato Alta Italia |
| Giocatore      | Presenze               | Reti                   | Ammonizioni            | Espulsioni             |
| -------------- | ---------------------- | ---------------------- | ---------------------- | ---------------------- |
| C. Amelotti    | 1                      | -3                     | ?                      | ?                      |
| A. Baloncieri  | 1                      | 0                      | ?                      | ?                      |
| G. Bigando     | 10                     | 0                      | ?                      | ?                      |
| M. Foglia      | 18                     | 1                      | ?                      | ?                      |
| L. Fregosi     | 11                     | -26                    | ?                      | ?                      |
| C. Garbarino   | 9                      | 1                      | ?                      | ?                      |
| F. Lacelli     | 3                      | 0/-3                   | ?                      | ?                      |
| V. Maroso      | 12                     | 0                      | ?                      | ?                      |
| G. Martina     | 4                      | 1                      | ?                      | ?                      |
| L. Novara      | 6                      | 0                      | ?                      | ?                      |
| M. Piacentini  | 9                      | 2                      | ?                      | ?                      |
| T. Piana       | 18                     | 1                      | ?                      | ?                      |
| P. Pietrasanta | 17                     | 0                      | ?                      | ?                      |
| G. Polo        | 8                      | 1                      | ?                      | ?                      |
| F. Rossi       | 15                     | 2                      | ?                      | ?                      |
| E. Rosso       | 16                     | 0                      | ?                      | ?                      |
| C. Stradella   | 14                     | 2                      | ?                      | ?                      |
| L. Tarquini    | 5                      | -14                    | ?                      | ?                      |
| P. Varona      | 3                      | 0                      | ?                      | ?                      |
| L. Vitto       | 18                     | 0                      | ?                      | ?                      |